# Ekvatorialno podnebje
Ekvatorialno oz. tropsko deževno podnebje se pojavlja 10° južno in severno od ekvatorja, na območju vročega ali tropskega toplotnega pasu.
Značilnosti podnebja so stalno visoke povprečne temperature (24°C–26°C) skoraj brez temperaturnih nihanj, obilne padavine (1500–2000 mm) prisotne čez vse leto. Tam se pojavljajo rdečkaste prsti vročih predelov – ferasoli. Te so ponavadi zelo globoke, izrazito rdeče barve in slabo rodovitne. Na območju ekvatorialnega podnebja se pojavljata tropski deževni gozd in tropski svetli gozd, zaradi stalno visokih temperatur in obilice vlage je rastlinstvo zelo bujno.